# معركة وادي زقار (الثورة الجزائرية)
معركة وادي زقار. إحدى أكبر معارك الشمال القسنطيني أثناء الثورة الجزائرية، في 11 ماي 1957 قام 600 مجاهد بنصب كمين و تدمير قافلة تموين عسكرية فرنسية كانت تضم 36 شاحنة قدمت من سكيكدة باتجاه بلدية عين قشرة حيث أخذ المجاهدون أماكنهم على طول الطريق الوطني من قنطرة زقار إلى زيتونة بوغابة بمحاذاة منعرجات الوادي على طول 1 كلم و ذلك ابتداء من الساعة الثانية صباحا إلى غاية الرابعة بعد الظهر.
تمكن مجاهدو جيش التحرير الوطني من القضاء على حوالي 93 جنديا فرنسيا و أسروا 12 آخرين، مع غنائم من أسلحة ثقيلة ورشاشات وملابس عسكرية وأغطية.
ردت القوات الفرنسية في اليوم الموالي بتدمير قرى ومداشر وإحراق المنازل وقتل المدنيين ومواشيهم وإعلان منطقة عين قشرة «منطقة محرمة».

## روابط خارجية
- معركة زقار